# Lait de bufflonne

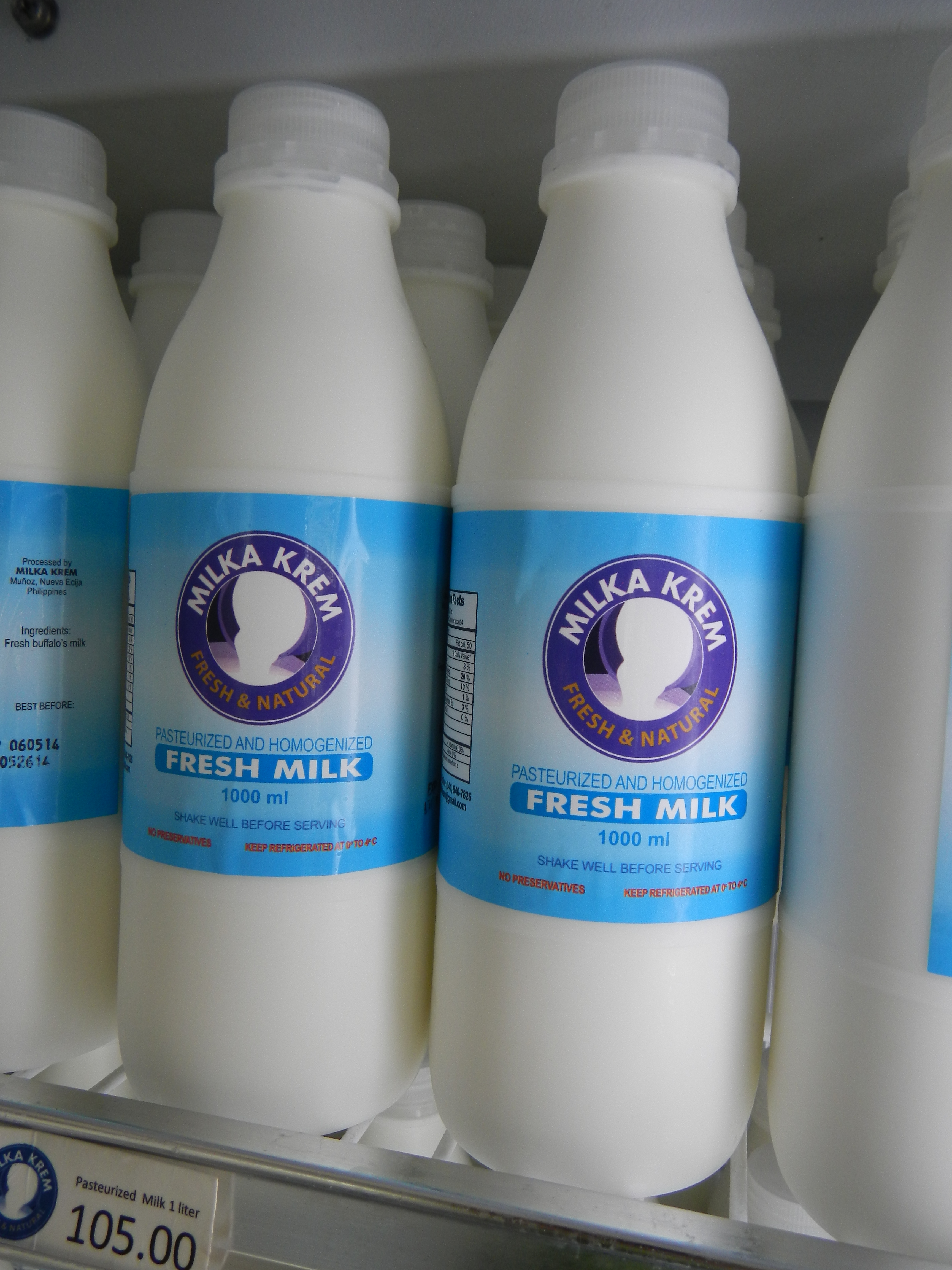
Bouteilles de Milka Krem, produit laitier réalisé par le Philippine Carabao Center, au Central Luzon State University (Philippines).

Le lait de bufflonne est le lait produit par la bufflonne, la femelle du Buffle domestique (Bubalus bubalis bubalis), et qui est généralement consommé par les bufflons. Utilisé en alimentation humaine, il est notamment employé pour la fabrication de fromage de bufflonne, comme par exemple la mozzarella,.

## Caractéristiques
Ce lait a un goût sucré, de couleur blanc opaque ; le pH oscille entre 6,6 et 6,8 tandis que le taux de graisse se situe entre 6 et 9 %. Les substances azotées varient de 3,8 à 4%, de l'albumine, de la globuline, des protéoses-peptones à 0,50-1%; les substances azotées non protéiques varient entre 0,20 et 0,30 % tandis que le lactose varie entre 4,5 et 5 %.